# Route européenne 91
Pour les articles homonymes, voir E91 et Route 91.
La route européenne 91 (E91) est une route reliant Toprakkale à Yayladaği.